# Mathieu Guidère
Mathieu Guidère (* 1971 in Tunesien) ist ein französischer Sprach- und Übersetzungswissenschaftler, der als Universitätsprofessor Islamwissenschaft an der Universität Toulouse II-Le Mirail lehrt.

## Leben
Mathieu Guidère studierte Orientalistik und französische Literatur an der Universität Paris-Sorbonne (Paris IV). Parallel dazu schloss er ein Studium an der École supérieure de cadres interprètes-traducteurs (ESUCA) ab, woraufhin er von 1995 bis 1997 als Dolmetscher und Übersetzer (Französisch, Arabisch und Englisch) arbeitete. Nach der Agrégation im Fach Arabisch promovierte er 1998 in französischer Sprachwissenschaft an der Universität Paris-Sorbonne (Paris IV). Anschließend erwarb er das diplôme d’études approfondie (DEA) in Orientalistik, was einem forschungsorientierten Masterabschluss entspricht. Mit der Habilitation à diriger des recherches (HDR) qualifizierte er sich für die Professur.
Von 1998 bis 2003 unterrichtete er Sprach- und Übersetzungswissenschaft an der Universität Lyon II. Anschließend lehrte und forschte Mathieu Guidère an der Militärschule Saint-Cyr, bevor es ihn 2007 an die Universität Genf an den Fachbereich Übersetzen zog. 2011 folgte er dem Ruf an die Universität Toulouse II-Le Mirail.

## Forschung
Neben dem Interesse für Sprach- und Übersetzungswissenschaft ist die Islamwissenschaft ein weiterer Forschungsschwerpunkt von Mathieu Guidère.  Internationale Medien ziehen ihn häufig als Terrorismusexperte zu Rate.
Er verfasste mehr als 20 Werke über die arabische Sprache und Kultur sowie über den radikalen Islamismus und den weltweiten Terrorismus. Ihn interessieren besonders die Zusammenhänge zwischen Sprache, Gewalt und Politik. Themen wie politisierende Rede, Diskursstrategien des Islam, Sprache und Ideologie, Information und Propaganda, Kommunikation und Sicherheit sind daher Gegenstand seiner Forschung.

## Mitgliedschaften (Auswahl)
- Association des professeurs de langues vivantes (APLV)
- Association de Traducteurs Agréés (ATA)
- Agence universitaire de la Francophonie (AUF)
- Groupe de recherche en Histoire immédiate (GRHI)
- International Association for Translation and Intercultural studies (IATIS)
- Réseau Lexicologie, Terminologie, Traduction (LTT)
- Modern Language Association (MLA)
- Réseau de chercheurs en technologies, de l'information et de la communication pour l'enseignement (RESATICE)

## Sonstige Funktionen (Auswahl)
- Chefredakteur von Les Langues Modernes (2001–2003)
- Vorsitzender und Mitbegründer von Radicalization Watch Project (RWP) (2006–2010)
- Chefredakteur von Parallèles (ETI, Suisse) (2007–2010)
- Leiter der Forschungsgruppe GRETI (Groupe de recherche en traduction et interprétation) (2007–2010)
- Gründer der NGO Médiateurs Internationaux Multilingues (Mehrsprachige Internationale Mediatoren)

## Publikationen (Auswahl)
- Méthodologie de la recherche. Paris, Editions Ellipses 2003
- Dictionnaire multilingue de la Défense et du maintien de la paix. Paris, Editions Ellipses 2004
- La Traduction arabe : Méthodes et applications. Paris, Editions Ellipses 2005
- Traduction et Veille stratégique multilingue. Paris, Editions Le Manuscrit 2008
- Introduction à la traductologie. Brüssel, De Boeck 2008
- La Communication multilingue. Brüssel, De Boeck 2008
- Historical Dictionary of Islamic Fundamentalism. Lanham, Scarecrow Press 2012
- Le Printemps islamiste: Démocratie et charia. Paris, Ellipses 2012
- Atlas des pays arabes. Paris, Ed. Autrement 2012
- Les Cocus de la révolution. Paris, Ed. Autrement 2013
- Herausgeber der Reihe TRADUCTO. Brüssel, De Boeck Université 2007-2011
- Herausgeber der Reihe Monde arabe-Monde musulman.  Brüssel, De Boeck Université seit 2012